# Послухай (фільм)
«Послухай» («Écoute voir») — французька кінодрама 1978 року, знята режисером Уго Сантьяго, з Катрін Денев у головній ролі.

## Сюжет
Приватний детектив у довгому непромоканому пальті та капелюсі може запросто виявитися привабливою жінкою, яка розслідує пікантну справу. Її звуть Клод, а її клієнт, таємничий дворянин Арно де Моль, хоче дізнатися, куди і чому зникла його подруга Хлоя. Докази наводять у тоталітарну секту — церкву останнього відродження.

## У ролях
- Катрін Денев: Клод Альфанд
- Самі Фрей: Арно де Моле
- Антуан Вітез: делегат секти
- Анн Парільйо: Хлоя / Муна
- Флоранс Деле: Флора Тібо
- Франсуа Дірек: інспектор Далу
- Жан-Франсуа Стевенен: інспектор Мерсьє
- Дідьє Годепен: секретар Клода
- Робер Каен: музикант
- Жільбер Адер: спікер секти
- Жак Пле: директор «Іммоблоку»
- Жак Брекур: доглядач Будинку радіо
- Коралі Клеман: актриса
- Мадлен Дам'єн: актриса
- Юбер Бутіон: актор
- Марі Тікова: послідовниця секти
- Франсіска Сіпперне: доглядач замку
- Даніель Перше: поплічник
- Жерар Муасан: поплічник
- Маріо Лураскі: поплічник
- Даніель Бретон: поплічник
- Ален Согу: поплічник
- Жоель Венон: поплічник
- Серж Вагнер: поплічник
- Марілу Маріні: епізод

## Знімальна група
- Режисер: Уго Сантьяго
- Сценарист: Уго Сантьяго
- Оператор: Рікардо Аронович
- Композитор: Мішель Порталь
- Художник: Еміліо Каркано
- Продюсер: Юбер Ніогре